# Gustaaf Willem van der Feltz (1863-1911)
Gustaaf Willem baron van der Feltz (Dwingeloo, 31 juli 1863 - Rotterdam, 25 januari 1911) was een Nederlandse rechter.

## Leven en werk
Van der Feltz werd in 1863 in Dwingeloo geboren als zoon van de advocaat Gustaaf Willem van der Feltz (1817-1863) en van Anna Barelds (1829-1903). Zijn vader was van 1852 tot 1855 burgemeester van Dwingeloo geweest. Hij overleed vier weken voor de geboorte van zijn zoon. Van der Feltz studeerde evenals zijn vader rechten aan de Rijksuniversiteit Groningen en promoveerde aldaar in 1888 op een proefschrift over artikel 97 der grondwet. Van der Feltz was van 1892 tot 1897 substituut-griffier bij de rechtbank te Heerenveen. Van 1897 tot 1909 was hij rechter en vanaf 1909 tot zijn overlijden in 1911 vicepresident van de rechtbank te Rotterdam. Zijn bewerking van de geschiedenis van de Faillissementswet verscheen bijna honderd jaar na de eerste uitgave in 1994 in herdruk. Hij overleed in januari 1911 op 47-jarige leeftijd in zijn woonplaats Rotterdam.